# 33918 Janiscoville
33918 Janiscoville este o planetă minoră (asteroid), cu un diametru de 3,294 km, din centura de asteroizi. A fost descoperită pe 8 iunie 2000 la Experimental Test Site⁠(d) de Lincoln Near-Earth Asteroid Research. 
Obiectul prezintă o orbită caracterizată de o semiaxă mare de 2,4139045 UAi, o excentricitate de 0,13, o înclinație de 7,30922 ° în raport cu ecliptica.